# Ливни, Эти
Эти Ливни (ивр. אתי לבני‎, род. 1 июня 1948, Тель-Авив, Израиль) — бывший израильский политик, которая была депутатом кнессета от движения «Шинуй» и светской фракции в период с 2003 по 2006 год.

## Биография
На выборах 1999 года Ливни заняла десятое место в списке «Шинуй», но не получила места, поскольку партия получила лишь шесть мандатов. На выборах 2003 года она заняла 12-е место в партийном списке и вошла в кнессет, когда партия получила 15 мест. В течение своего первого срока она возглавляла комиссию кнессета по положению женщин и была заместителем спикера кнессета.
Вместе с большинством депутатов партии она перешла в Светскую фракцию (которая позже стала называться «ХЕЦ») незадолго до выборов 2006 года из-за разногласий по поводу результатов первичных результатов «Шинуй». Она заняла шестое место в списке «ХЕЦ» на выборах, но потеряла своё место, когда партия не смогла преодолеть электоральный барьер.
В 2008 году было объявлено, что Ливни будет баллотироваться в список «Кадимы» на выборах 2009 года. В конечном итоге она заняла 51-е место в партийном списке, не получив места.